# Nirgua (Venezuela)
Nirgua é uma cidade venezuelana, capital do município de Nirgua.